# Piano di comunicazione
Un piano di comunicazione (o communication plan), descrive come si intende comunicare i messaggi giusti alle persone giuste al momento giusto. All'interno di un piano di comunicazione, gli obiettivi di comunicazione, le parti interessate e le strategie, attività e scadenze sono descritte. Un piano di comunicazione consente di tenere tutti informati, in modo che si possa comunicare un messaggio coerente al pubblico di destinazione.
Il piano di comunicazione è conosciuto anche con il nome GOREL (Governo delle relazioni), un insieme di regole sviluppate negli anni ottanta da Servizi Comunicazione Ricerca (SCR) Associati, società leader nel mercato italiano delle relazioni pubbliche.  Il GOREL fa riferimento al quarto modello di Grunig, accademico statunitense che lo ha teorizzato. Quello di Grunig è un modello che pone come cardine operativo l'importanza dell'ascolto prevalentemente tramite la ricerca sociale e l'analisi dei soggetti influenti. Questo ascolto permette di settare gli obiettivi dell'organizzazione in maniera tale da tener conto degli interessi e dei valori degli stakeholder-influenti.
Il GOREL si articola in dieci fasi: 
1. Visioning: definizione degli obiettivi. Definizione degli obiettivi che stanno alla base dell'esistenza di un'organizzazione.
2. Stakeholder: individuazione dei pubblici influenti. Gli stakeholder attivi sono individui che con la loro azione ed opinione influenzano direttamente la vita dell'istituto.
3. L'obiettivo perseguito. Identificazione degli obiettivi specifici dell'organizzazione, ossia i fini per cui vengono impiegate risorse organizzative per il loro perseguimento e raggiungimento.
4. Le variabili. Si identificano e analizzano in questa fase le variabili sociali, politiche, economiche e tecnologiche che possono condizionare il raggiungimento degli obiettivi perseguiti.
5. Gli influenti. Vengono identificati i soggetti ritenuti "influenti", capaci di influenzare la vita e l'operato dell'organizzazione.
6. I messaggi chiave. L'obiettivo del messaggio è creare un cambiamento nelle opinioni e nel comportamento dei riceventi.
7. Il pre-test. La fase di definizione dei messaggi chiave è seguita da una simulazione dell'impatto degli stessi: il pre-test.
8. La strategia operativa. Si definiscono le risorse disponibili (umane e finanziarie), le modalità, i canali, i tempi e gli strumenti necessari per trasferire i messaggi chiave.
9. Il trasferimento. Si scelgono gli strumenti atti a trasferire il messaggio.
10. Il monitoraggio e la verifica. In quest'ultima fase avviene la verifica dell'effettivo raggiungimento dell'obiettivo, realizzando una seconda ricerca dopo il pre-test dei messaggi chiave, su un campione di influenti. [1]